# 中原地產

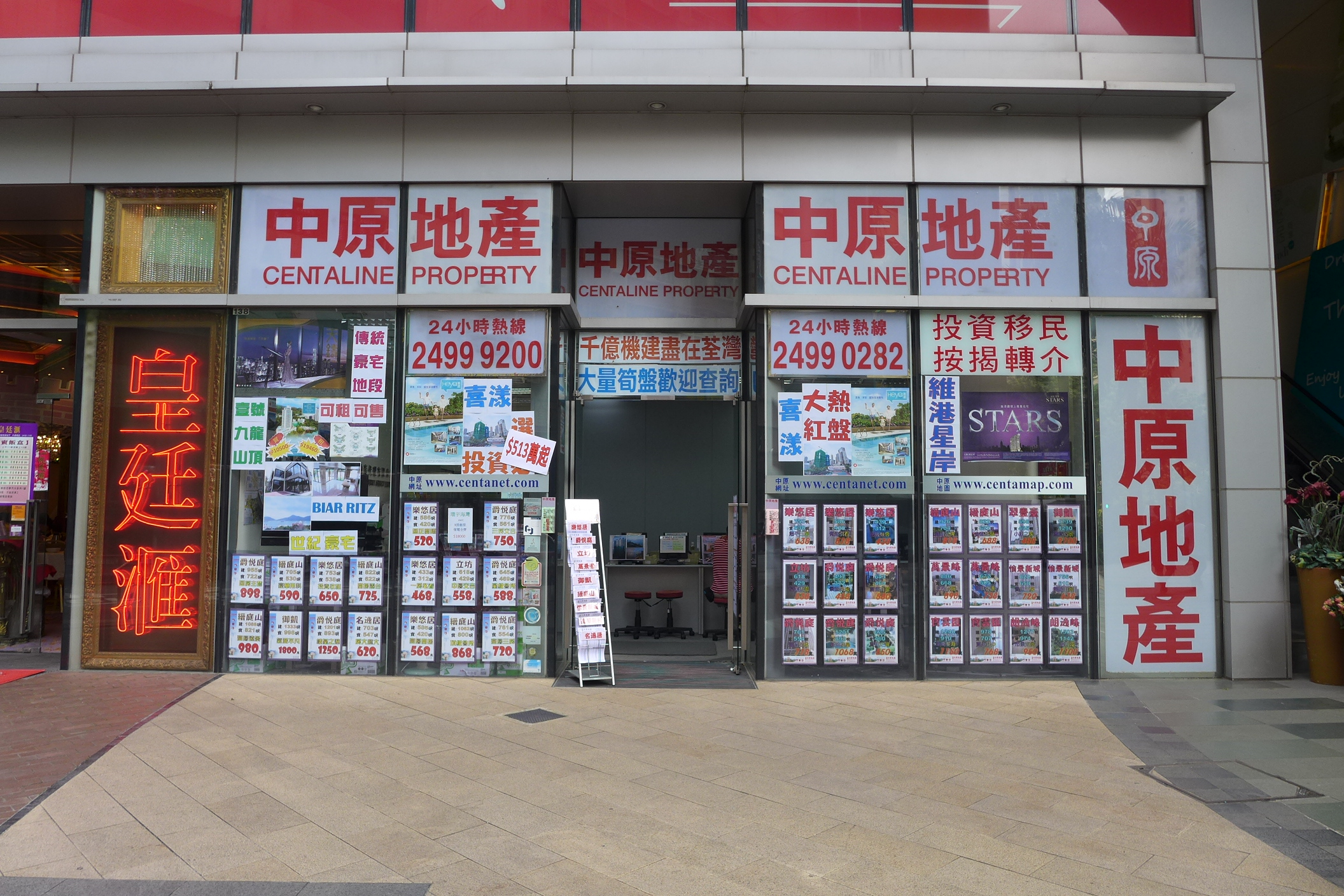
荃灣樂悠居分行

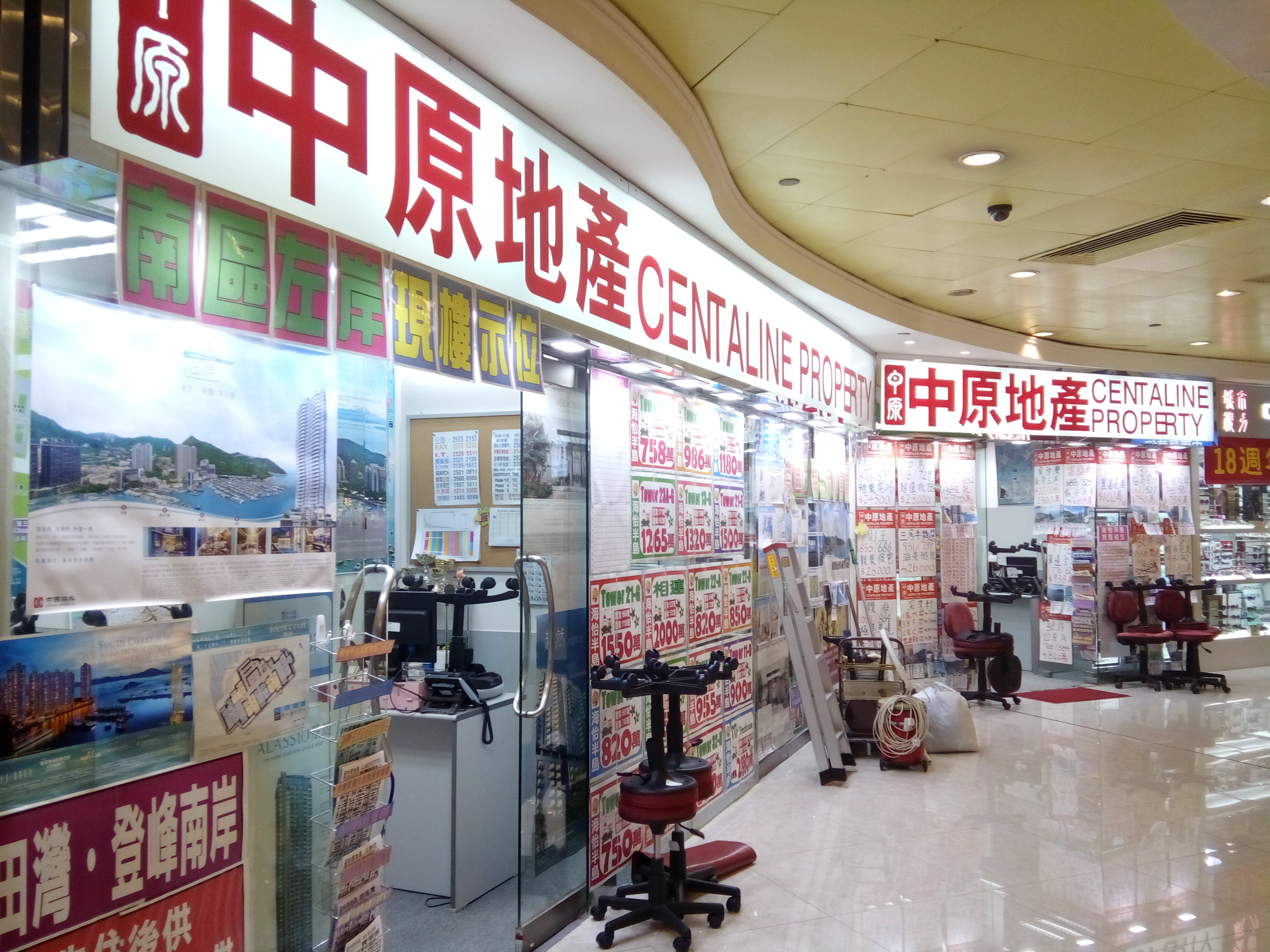
中原地產海怡廣場分行

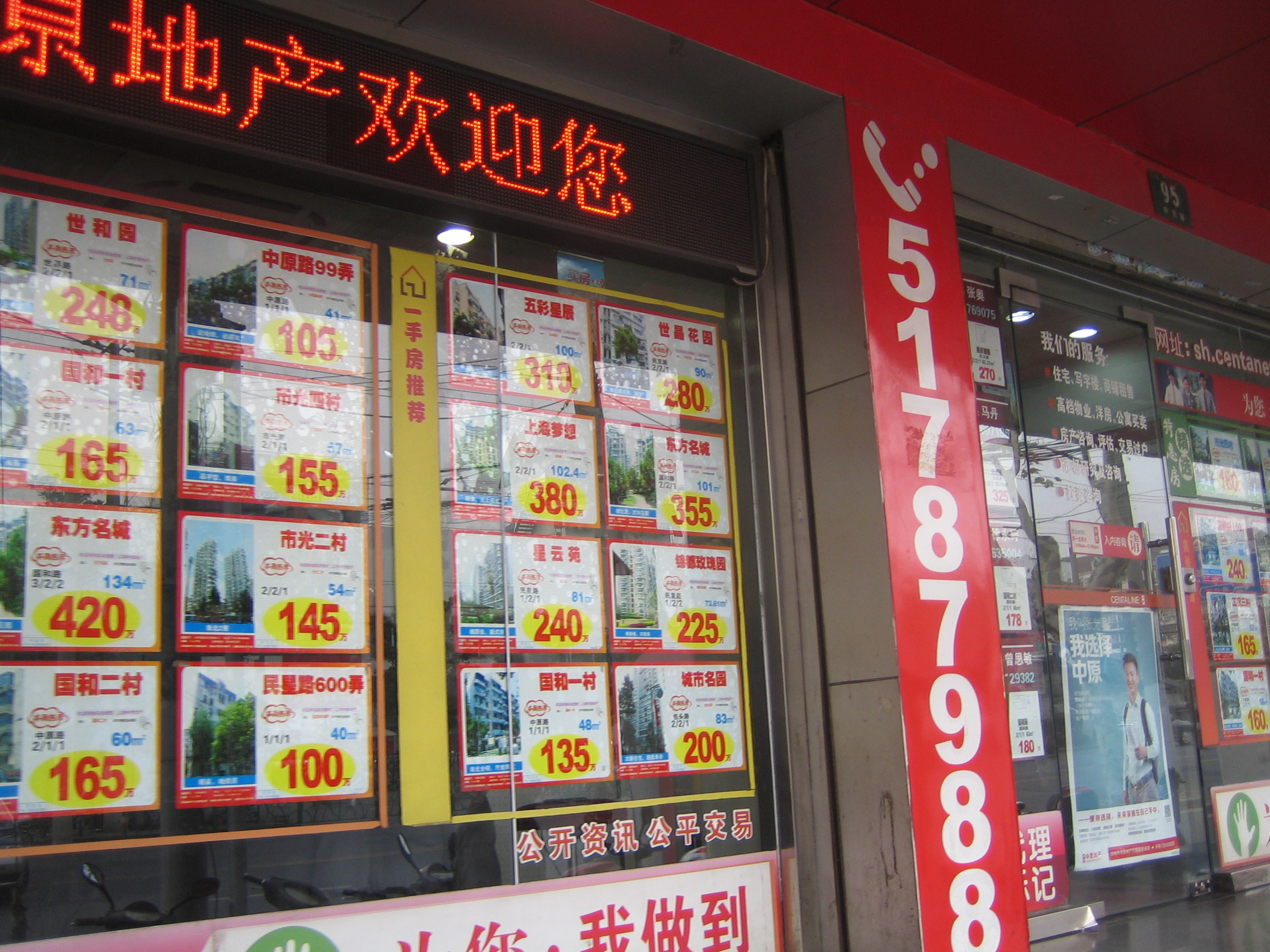
上海杨浦区分行

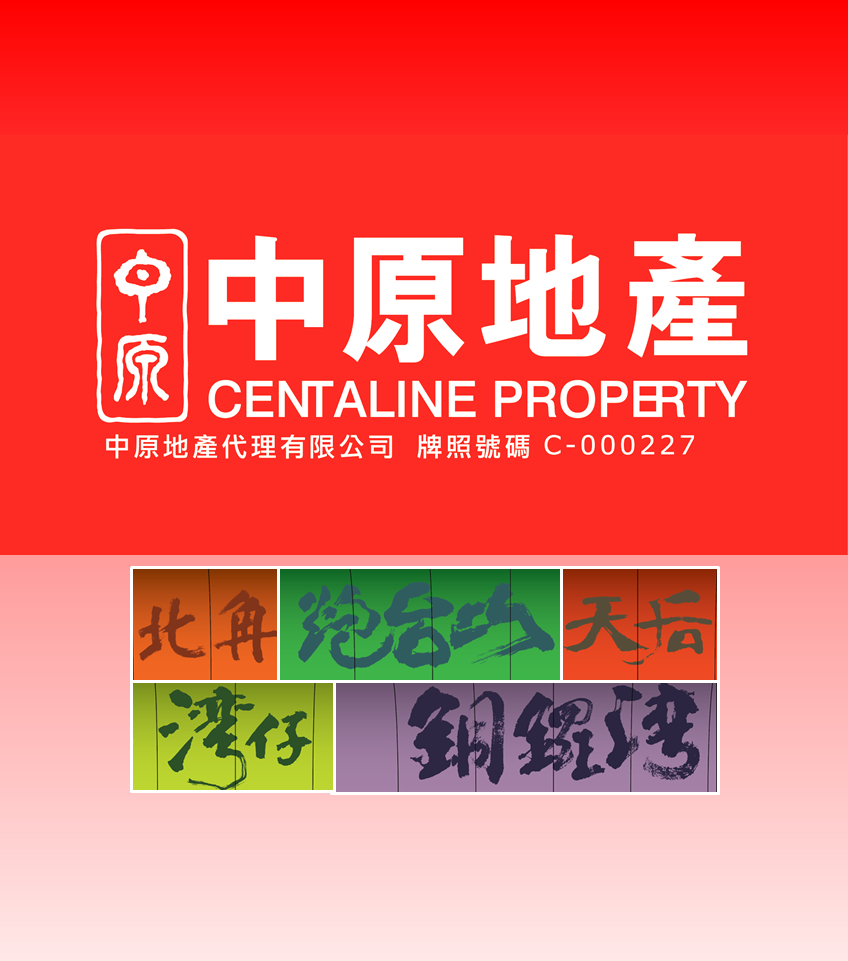
@centalinenp

中原地產（英語：Centaline Property Agency Limited，全名中原地產代理有限公司）是施永青與王文彥在1978年成立的香港地產代理公司，業務覆蓋中國、日本、美國、英國、韓國、新加坡、澳大利亞、加拿大等多個國家。母公司中原集團在1978年成立，業務包括地產代理、測量估價、資產管理、財務借貸、按揭轉介、招標拍賣及家居服務等，服務包括中原地圖、免費日報am730、利嘉閣地產。

## 歷史
1978年末，29歲的施永青憑藉2年於地產發展公司的任職經驗，與中學同學王文彥共同創立中原地產，每人投資5,000港元於港島中環萬宜大廈分租一張寫字檯作為辦公室，需要借用別人的電話做生意，當時專營港島區的工業、商業、住宅及舖位的二手物業租賃與銷售工作。1980年正式租用獨立辦公室，員工增至4人。1981年設立首間分行。1983年底租用更大寫字樓，員工達20人。1985年初增設九龍及新界營業部，員工升至40餘人。1986年加強宣傳公司形象及中層行政管理，發展開始踏上軌道，員工達60餘人，同年中原的發展與美聯物業並駕齊驅，並晉身香港地產代理頭三甲位置。1987年成立中原測量師行，總行遷入新世界大廈至今，員工突破100人，而中原業績已開始超越主要對手美聯。1988年成為首間獲香港發展商委託一手物業銷售的地產代理。
中原的生意越做越大，但兩位創辦人在管治理念上開始出現分歧，施永青主張「無為而治」，王文彥則主張「強政勵治」。由於施王二人手上各持有50%的中原股權，二人在公司決策問題上都有同等話事權。為免影響中原的正常運作，施永青向王文彥提議，各自向管理層黃偉雄出售手中5%的中原股權，王文彥接納了建議，令中原股權變為施王各佔45%、黃偉雄則佔10%。日後只要施王二人決策上出現分歧，黃的取態便成為關鍵。1992年初的規模和業績約為美聯的1.5倍，但兩位創辦人的分歧卻越來越大。惟當時黃偉雄在施王二人的決策問題上傾向支持施永青，令王文彥處於「有股無權」狀態，最後王選擇辭去執行董事職務，離開中原地產，僅保留股權，並自行創立怡居地產，專營太古城及沙田區二手住宅租售。施永青執掌中原後，積極擴展業務，開設多間分行，1992年年底打入中國大陸市場，成立「上海中原國際房地產代理有限公司」，隨後改稱中原(中國)物業顧問有限公司，先後於上海、廣州、北京、深圳、重慶、大連、珠海、浙江、南京、天津、四川、山東及瀋陽等大城市設立分行，提供多元化服務包括一、二手房地產物業銷售及租賃，亦提供顧問及物業管理等服務。
隨著香港於1990年代中步入經濟繁榮時期，香港物業市道開始高速增長，1996年1月中原地產已於海怡半島開設第100間分行，1997年1月規模擴大一倍，第200間分行於油麻地投入服務，7月中原與香港城市大學合作推出中原城市領先指數以反映樓市走勢，同年9月更於荃灣大河道增設第300分行。1999年11月推出網上中原地圖，成為香港最常用網上地圖之一。2000年4月，美聯物業收購香港置業，業績一度拋離主要對手中原，施永青逐於2001年收購陷入財困的利嘉閣地產以抗衡美聯，2002年利嘉閣轉虧為盈。2004年10月中原開展澳門業務，2005年成立中原財務直接提供按揭貸款予置業人士，2010年拓展業務至台灣及新加坡市場。2011年元旦，施永青退下董事局主席一職，僅保留董事職務。惟事隔不足5年，因中國內地業務競爭太劇烈，原屬中國部主管的中原董事局主席黎明楷決定做回原職，並邀請施永青重掌集團董事局主席一職分擔工作。其後，施永青逐步安排子女接班，2018年12月中原集團董事會宣布，施永青兒子施俊嶸自2019年1月起任中原董事局副主席，女兒施慧勤同月升為利嘉閣董事局主席，施永青表示自己則於2019年3月之後慢慢在中原集團淡出。
2021年11月中，集團宣布自1986年開始啟用，位於中環新世界大廈一期的總部，將分階段搬遷至尖沙咀九倉電訊中心3層樓面，佔地約6萬平方呎。

## 非法回佣
2006年10月，廉政公署接獲貪污舉報，懷疑有人在多宗住宅物業交易及租賃工商舖位物業交易時，涉及提供及收受非法回佣，遂展開調查，至日前展開拘捕行動，其間曾會見中原集團董事局主席施永青，並扣查工業部總經理黃應年等高層。共拘捕30人，包括7名中原高層及7名經理級人員。2008年6月17日案件審結，中原地產工商舖前董事總經理陳雁樓及兩名下屬騙取中原發放共239萬元，支付買家非法回佣案。三人與買家利豐集團總經理，就貪污及串謀詐騙共六項罪名，分別判囚10至40個月。

## 附屬機構
中原測量師行（Centaline Surveyors Limited）於1987年成立，乃中原集團之全資附屬機構，是中原集團的子公司。測量師行提供專業估價服務及房地產服務，如租務管理、企業顧問和項目及投資顧問等。

## 外部連結
- 官方网站
- 分行資料 -北角、北角半山、銅鑼灣及灣仔區 （页面存档备份，存于）